# Lissosabinea tridentata
Lissosabinea tridentata är en kräftdjursart som först beskrevs av L. H. Pequegnat 1970.  Lissosabinea tridentata ingår i släktet Lissosabinea och familjen Crangonidae. Inga underarter finns listade i Catalogue of Life.